# Ruth Wanjiru
Pour les articles homonymes, voir Wanjiru.
Ruth Wanjiru Kuria, née le 11 septembre 1981, est une athlète kényane.

## Carrière
Ruth Wanjiru remporte le Semi-marathon de Yangzhou en 2006 et le Marathon d'Eindhoven en 2013.